# Juan Antonio Gómez Barrera
Juan Antonio Gómez Barrera (El Royo, Soria; 27 de diciembre de 1955) es un profesor, arqueólogo e historiador español, especializado en la historia, prehistoria y arte rupestre de Castilla y León. Es académico correspondiente por Soria en la Real Academia de Buenas Letras de Barcelona.

## Biografía
Catedrático de Geografía e Historia, en 1991 se doctoró en Prehistoria por la Universidad Nacional de Educación a Distancia. Desde su etapa universitaria se especializó en el estudio del arte rupestre y es autor de varias obras, entre las que destacan las dedicadas a las pinturas del monte Valonsadero (La pintura rupestre esquemática en la Altimeseta Soriana, 1982; Ensayos sobre el significado y la interpretación de las pinturas rupestres de Valonsadero, 2001; y Pinturas Rupestres en Valonsadero y su entorno, 2001), al grabado rupestre postpaleolítico (Grabados Rupestres Postpaleolíticos del Alto Duero, 1992; y La Cueva de Las Salinas de San Esteban de Gormaz, Soria. Documentación y estudio de sus grabados rupestres, 1999) y al arte prehistórico en general de Castilla y León (Arte Rupestre Prehistórico en la Meseta Castellano-Leonesa, 1993). A ellas se añade su colaboración en distintas publicaciones, como Cuadernos de Arte Rupestre.
Desde 2003 ha desarrollado un proyecto de investigación sobre la figura de Blas Taracena, cuyos resultados se han plasmado en la biografía Blas Taracena Aguirre (1895-1951), así como en los ensayos El Ateneo de Soria. Medio siglo de cultura y reivindicación social (1883-1936) (2006), Tras los orígenes de la Arqueología Soriana (2014) y Una señorita llamada Numancia y otros textos del papel (2015).